# Ummanz (eiland)
Ummanz is een eiland voor de kust van het Duitse Oostzee-eiland Rügen. Het heeft een oppervlakte van 20 km² en telt ca. 240 inwoners. Bestuurlijk behoort het tot de gelijknamige gemeente, die echter ook een deel van Rügen omvat.
Ummanz wordt in het oosten en zuiden van Rügen gescheiden door (met de klok mee) de Udarser Wiek, de Koselower See, de Varbelvitzer Bodden, de Focker Strom en de Breite. Ter hoogte van Waase, de hoofdplaats van Ummanz en het enige kerkdorp op het eiland, bevindt zich een 250 meter lange brug over de Focker Strom naar Rügen. De Schaproder Bodden scheidt Ummanz in het westen van het eiland Hiddensee.
Naast Waase liggen op Ummanz de gehuchten Haide, Markow, Suhrendorf, Tankow, Freesenort en Wusse. Bij het zuidwestelijke Suhrendorf bevindt zich het hoogste punt van het eiland: 6,7 meter boven Normalnull. Het zeer vlakke eiland wordt omringd door een dijk. Het buitendijkse gebied en ook alle wateren rondom Ummanz behoren tot het Nationaal Park Vorpommersche Boddenlandschaft. Tot het buitendijkse gebied behoren ook de zuidpunt (Freesenort) en de oostpunt van het eiland.

## Geschiedenis
De eerste vermelding van Ummanz (''Vmanz'') dateert uit 1240. In 1322 werd de ecclesia Omanz afgesplitst van de parochie Gingst: de kerk moet in dat jaar al bestaan hebben. In 1341 kwam het eiland, dat eerder aan de hertogen van Pommeren had toebehoord, in het bezit van het Heilgeistspital in Stralsund. Aan deze instelling heeft Ummanz ook het kostbare Antwerpse vleugelaltaar uit 1520 te danken, dat zich in de St. Marienkirche in Waase bevindt. Dit stuk stond tot 1708 in de kloosterkerk in Stralsund en werd in dat jaar naar Waase verscheept. Nog steeds heeft Ummanz een bijzondere relatie met Stralsund: de grond die in 1945 was onteigend, werd na de Wende gerestitueerd aan de stad Stralsund, de rechtsopvolger van het Heilgeistspital.
In 1901 kreeg Ummanz zijn vaste oeververbinding met Rügen. Deze Ummanzbrücke was aanvankelijk van hout. Pas in 1953 werd het eiland aangesloten op het elektriciteitsnet.